# Castillon-Massas
 Castillon-Massas  (en occitano Castilhon Massàs) es una población y comuna francesa, ubicada en la región de Mediodía-Pirineos, departamento de Gers, en el distrito de Auch y cantón de Jegun.

## Demografía
| 175 | 130 | 146 | 169 | 171 | 197 |
| Para los censos de 1962 a 1999 la población legal corresponde a la población sin duplicidades (Fuente: INSEE [Consultar]) |     |     |     |     |     |